# The Tools of the Trade
Albums de Nocturnal Breed
No Retreat... No Surrender
(1998) Fields of Rot
(2007)
The Tools of the Trade est le troisième album studio du groupe de black/thrash metal norvégien Nocturnal Breed. L'album est sorti en 1999 sous le label Holycaust Records.
Le dixième titre, Ballcrusher, est une reprise du groupe de heavy metal W.A.S.P..

## Liste des morceaux
1. Give'em Hell
2. Slaughter Division
3. Resistance Is Futile
4. The Tools of the Trade
5. Down by Law
6. The Sabbath Man
7. Skeletor of Sin
8. Black Tooth Grin
9. Silvertongue Devil
10. Ballcrusher (reprise du groupe W.A.S.P.)
11. Knuckledust
12. Scarred